# 馬切拉塔1922足球會
馬切拉塔1922足球會（Società Sportiva Maceratese 1922）是一支位於意大利馬切拉塔的職業足球會，目前於意大利足球卓越联赛角逐。

## 外部連結
- （意大利文） Official homepage